# Puig de les Suques
El Puig de les Suques és una muntanya de 849 metres que es troba al municipi de Sant Aniol de Finestres, a la comarca catalana de la Garrotxa.